# Isapa
A Isapa é uma empresa que vende bicicletas e autopeças. Ela foi criada por Abramo Douek em setembro de 1962.
Atualmente ela é uma das maiores distribuidoras de peças para bicicletas e motocicletas do Brasil. Ela conta com três pontos de distribuição,  em Santa Catarina, São Paulo e Espírito Santo. Ela também participa no mercado de autopeças.
Em 2016, a Isapa se tornou distribuidora exclusiva das ferramentas Park Tool no Brasil.